# Batalha de Rusião
A Batalha de Rusião (em búlgaro:  Битката при Русион - Rusion) foi travada no inverno de 1206 perto da fortaleza de Rusion (Ruskoy, atualmente na Turquia) entre os exércitos do Império Búlgaro e o Império Latino de Constantinopla, resultando numa decisiva vitória búlgara.

## Contexto
A grande vitória búlgara na Batalha de Adrianópolis foi seguida por outras em Serres e na conquista de Filipópolis (Plovdiv). Os latinos sofreram pesadas perdas e, no outono de 1205, tentaram reorganizar o que restava do seu exército. A força principal consistia de 140 cavaleiros e alguns milhares de soldados da guarnição de Rusião. A liderança era de Thierry de Termond e Thierry de Loos, que estavam entre os mais importantes nobres do Império Latino.

## A batalha
Em meados de janeiro de 1206, o exército búlgaro marchou par ao sul. Parte das tropas cercou Adrianópolis e o resto, sob o comando pessoal do czar Joanitzes, seguiu até Rusião. O plano era obrigar os latinos a saírem da fortaleza para combatê-los e, para atraí-los, ele enviou uma pequena companhia de cumanos para tomar um pequeno e insignificante castelo nas proximidades. Joanitzes apostava na falta de disciplina dos cruzados e a manobra funcionou - na tarde de 30 de janeiro, os cruzados abriram os portões e saíram da cidade. Thierry de Loos havia sido reconvocado a Constantinopla e o comando agora estava com Thierry de Termond, conhecido tanto por sua coragem quanto por sua temeridade[a]. Por volta de 120 cavaleiros e suas tropas de apoio partiram de Rusião e cavalgaram a noite toda. Na manhã do dia seguinte, alcançaram o castelo, já deserto, e imediatamente retornaram. Neste ínterim, 7 000 búlgaros se colocaram entre eles e a fortaleza, firmando suas posições a 7 quilômetros das muralhas. Os defensores na cidade eram poucos e só podiam assistir a tudo a partir das torres: o exército latino se aproximou dividido em quatro destacamentos, o mais avançado liderado por Carlos de Fren, seguido pelas tropas de Termont e o destacamento de Andres Deboas e Jean de Choasy, os primeiros a escalarem as muralhas de Constantinopla na conquista de 1204. Na retaguarda vinha Vilen de Loos, o irmão de Thierry.
O combate começou ali. O destacamento de Vilen foi atacado por uma força búlgara e, apesar das desesperadas tentativas de resistir, acabou aniquilado. Os sobreviventes se misturaram com as tropas à frente e logo os dois outros destacamentos cruzados foram também derrotados. A batalha foi travada enquanto os exércitos ainda estavam em marcha e a massa de soldados em pleno combate se moviam lentamente em direção a Rusião. Quando estavam a mais ou menos 2 quilômetros do castelo, a formação latina finalmente ruiu depois de enfrentar ataques búlgaros de todos os lados. Os cavaleiros lutaram bravamente e a maior parte morreu. Apenas 10 dos 120 conseguiram chegar à fortaleza e milhares de soldados foram mortos ou capturados. Todos os comandantes cruzados, inclusive Thierry de Termond, morreram. O que restava do exército latino abandonou Rusião e se refugiou na cidade vizinha de Rodosto.
Rodosto era uma cidade bem fortificada com uma poderosa guarnição veneziana, agora fortalecida pelos sobreviventes de Rusião e por uma companhia de 2 000 soldados enviados como reforço. Porém, quando Joanitzes chegou, os defensores entraram em pânico e, depois de um breve combate, foram completamente derrotados e a cidade, saqueada. Muitas outras cidades foram tomadas em seguida e, depois de um cerco, Didimoteico caiu no ano seguinte.

## Consequências
Em toda a operação, os cruzados perderam mais de 200 cavaleiros, muitos milhares de soldados e diversas guarnições venezianas foram completamente aniquiladas. O novo imperador latino, Henrique de Flandres, teve que pedir ao rei da França mais 600 cavaleiros e 10 000 soldados. Godofredo de Villehardouin comparou a derrota ao desastre de Adrianópolis. Porém, os cruzados tiveram sorte - em 1207, Joanitzes foi morto enquanto cercava Tessalônica e o novo imperador, Boril, um usurpador, precisava de tempo para se consolidar no poder e rapidamente ofereceu a paz.